# Agrostis torreyi
Agrostis torreyi é uma espécie de gramínea do gênero Agrostis, pertencente à família Poaceae.